# Бреча 128 ентре Километро 10 и 13.25 Норте, Лас Америкас (Рио Браво)
Бреча 128 ентре Километро 10 и 13.25 Норте, Лас Америкас (шп. Brecha 128 entre Kilómetro 10 y 13.25 Norte, Las Américas) насеље је у Мексику у савезној држави Тамаулипас у општини Рио Браво. Насеље се налази на надморској висини од 8 м.

## Становништво
Према подацима из 2010. године у насељу је живео 1 становник.

### Хронологија
| Година       | 2000         | 2010 |
| ------------ | ------------ | ---- |
| Становништво | 34 (20 / 14) | 1    |

### Попис
| # | Индикатор                     | Вредност |
| - | ----------------------------- | -------- |
| 1 | Укупно домаћинстава           | 1        |
| 2 | Укупно насељених домаћинстава | 1        |
| 3 | Величина локације             | 1        |